# Гејб Њуел
Гејб Лоуган Њуел (рођен 3. новембра 1962), познат и као Гејбен, је амерички рачунарски програмер и предузетник који је најпознатији као суоснивач и председник компаније за израду видео-игара и дигиталну дистрибуцију Валв. Рођен у Сијетлу, Њуел је уписао Универзитет Харвард почетком 1980-их година, али се исписао мало пре дипломирања и убрзо се запослио у Америчку технолошку компанију Мајкрософт, где је провео следећу деценију радећи као програмер за оперативни систем Microsoft Windows.
За време његовог рада у компанији, Њуел, заједно са његовим колегом Мајком Харингтоном, је био импресиониран рачунарским играма које су објављене средином 1990-их година, као што су Doom и Quake id Software-а. У потпуности убеђен да су видео игре будућност забаве, и интригиран перспективом да има свој студио за развијање игара, Њуел, заједно са Харингтоном је напустио Мајкрософт да би суосновао Валв 1996. године, где је и дан данас председник.

## Каријера
Њуел је похађао Универзитет Харвард од 1980. до 1983. године, када се исписао и отишао да ради за америчку технолошку компанију Мајкрософт. Њуел је провео следећих тринаест година радећи у компанији, служећи као продуцент Microsoft Windows 1.01, 1.02 и 1.03 оперативних система. Њуел је касније исказао да је више научио првих три месеца у Мајкрософту него цело школовање на Харварду, наводећи као један од разлога зашто се исписао. Помиње се као један од кључних људи који је одговоран за продор видео игара на Windows оперативне системе. Као вођа програмерског тима, учествовао је у стварању првог званичног порта видео игре Doom, која је касније инсталирана на више ПЦ рачунара преко ДОС платформе 1995. године. Како се наводи, након успешног порта, Њуел је предао изворни код порта ајди Софтверу и тиме поставио темељ за видео игре на ПЦ рачунарима. Тај пројекат је Њуела усталио као софтверског милионера.
 Недуго након тога, инспирисан од стране Мајкла Абраша, који је напустио Мајкрософт да би радио на рачунарској игри Quake у ајди Софтверу, Њуел и још један његов колега, Мајк Харингтон, напустили су компанију да би основали Валв ЛЛЦ 1996. године. Њуел и Харингтон су корстили њихов новац да би финансирали Валв кроз развој енџина за видео игре Half-Life и GoldSrc .
За време развоја игре Half-Life 2, Њуел је провео неколико месеци фокусиран на пројекат Стим .
Њуел је 2007. године исказао његово незадовољство због развоја софтвера за играчке конзоле, тачније PlayStation 3. Њуел је једном цитиран како тврди да процес развоја за конзоле углавном "троши свачије време" и "катастрофа на много нивоа.. Ја бих рекао, чак и ако је касно, да би требало отказати и урадити више. Само рећи, 'Ово је била ужасна катастрофа и жао нам је и ми ћемо престати да продајемо ово и престаћемо да покушавамо да убедимо људе да развијају за ово'." Ипак, на Електронској Занимацији Излагању 2010. године, Њуел се појавио на бини за време Сонијевог излагања; док је признавао претходне изјаве о развоју конзола, дискутовао је о отвореној природи Сонијеве PlayStation 3 платформе и најавио Портал 2 за конзоле, наглашавајући да ће то са Стимворкс подршком бити најбоља верзија за конзоле. Њуел је такође критиковао Xbox Лајв сервис, тако што га је назвао "олупином воза". Такође је критиковао Мајкрософтов Windows 8 оперативни систем, називајући га "катастрофом" и "претњу" отвореној природи PC гејминга.
У децембру 2010. године, магазин Форбс је именовао Њуела као "име за које треба да знате", првенствено за његов рад на Стиму имајући партнерство са неколико огромних развијача видео игара. У марту 2013. године, Њуел је примио БАФТА Фелоушип награду за његов допринос индустрији видео игара. У октобру 2017. године, Форбс га је уврстио у 100 најбогатијих људи у САД, са проценом његове имовине на 5,5 милијарди америчких долара.

### Значајни пројекти

#### GoldSrc
GoldSrc или Gouldsource је енџин за видео игре коришћен од стране Валв Корпорације. То је тешко измењени енџин Квејк видео игре. Прва Валв видео игра која је користила ГолдСрц енџин је Халф-Лајф, научно-фантастична пуцачина из првог лица. ГолдСрц је пензионисан 2004. године када га је наследио Source енџин.

#### Half-Life
Half-Life је научно-фантастична пуцачина из првог лица развијена од стране Валв Корпорације и објављена од стране Сијера Студиос за Microsoft Windows 1998. године. То је био први Валв-ов производ и први део Half-Life серијала. Играчи преузимају улогу др. Гордона Фримена, научника који мора да се избори за излаз из тајног научног комплекса након што експеримент крене по злу. Half-Life се сматра једном од најбољих видео игара свих времена. Игра је имала огроман утицај на будуће пуцачине из првог лица.

#### Counter-Strike
Каунтер-страјк је серија мултиплејер пуцачине из првог лица, у којој тимови терориста се боре да изврше терористички чин као што су бомбардовање одређене локације или узимање таоца, док са друге стране каунтер-терористи односно специјалци покушавају да их спрече, тако што деактивирају бомбу или спасу таоце. Првенствено је издата као модификација за Half-Life од стране Мина Ли и Џеса Клиф пре него што је права на игру преузео развијач Валв Корпорација.

#### Source
Source је тродимензионални енџин за видео игре који је развила корпорација Валв, као наследник GoldSrc. Први пут енџин је приказао своју моћ јуна 2004. година, када је изашла видео игра Counter-Strike: Source. На развоју енџина се активно ради и дан данас. Његов наследник Source је најављен у марту 2015. године. Написан је у програмском језику C++.

#### Steam
Steam је платформа за дигиталну дистрибију коју је развила Валв Корпорација. Она нуди управљање дигиталним правима, мултиплејер играње видео игара, стримовање видеа и услуге друштевних мрежа. Steam такође снадбева корисника инсталацијом и аутоматском надоградњом садржаја на најновију верзију, друштвене особине као што су листе пријатеља и групе, чување података на облаку и причање путем микрофона у видео игри.

## Лични живот
Њуел је рођен 3. новембра 1962. године у Сијетлу, Вашингтон. Оженио је Лису Менет Њуел 1996. године.
Као први додир са програмирањем наводи посао његове мајке, која је била први програмер у фамилији (радила је за Бел Лабораторију). Иако му је мајка предлагала да буде системски аналитичар, Њуел се одлучио за развијање видео игара, наводећи као главне разлоге ненормално велики раст у односу на остатак тадашњих информационих технологија, развијање високотехнолошке индустрије и лично задовољство. Упитан за почетак његовог рада у индустрију наводи два по њему најважнија аспекта: познанства и лични интерес. Као главну особу која му је највише помогла у почетку наводи Мајкла Абраша (бившег колегу из Мајкрософта).

Њуел је исказао да су неке од његових омиљених игара Супер Марио 64, Doom и Барафова мејнфрејм верзија Стар Трека. Doom га је убедио да су видео игре будућност занимација и Супер Марио 64 га је убедио да су видео игре облик уметности. Њуел је такође обожавалац анимиране серије Мој мали пони: Пријатељство је чаролија.
Њуел је боловао од Фучсове дистрофије, урођене болести који утиче на рожњачу, али је излечен помоћу обостране трансплантације рожњаче 2006. и 2007. године.
У гејминг заједници, он је у шали познат као "Гејбен", што је изашло из његове радне имејл-адресе. Њуел је истакао да је покушао да се уживи у његову јавну слику: "Загрле ме када наиђу на мене. Нисам особа која воли грљење, али то је шта они желе. Био сам са мојом децом када се то први пут догодило у јавности, и моја деца су то лако поднела. Али ја нисам. 'Тата, само опуштено.' Чак и сад, учим од наших муштерија."